# Ampelmännchen

Ampelmännchen utilizat în Germania de Est

Omulețul de pe semafor, în limba germană Ampelmännchen, (germană: [ˈampl̩ˌmɛnçən] ⓘ este denumirea utilizată în Germania, pentru semnalul pentru pietoni al unui semafor, reprezentat sub forma unui om. Culoarea roșie cu omulețul cu mâinile pe lângă corp înseamnă "stop", iar culoarea verde cu omulețul cu mâinile legănate înseamnă "ai voie să traversezi".

## Istoric
Înaintea Reunificării Germanie, oficial pronunțată la 3 octombrie 1990, cele două state germane, 
Republica Democrată Germană (RDG) și Republica Federală Germania (RFG), aveau diferite forme pentru micuțele siluete ale acestor Ampelmännchen, o siluetă umană în Vest, respectiv silueta unui bărbat cu pălărie în Est.
Ulterior Reunificării Germaniei, micuțul omuleț cu pălărie a devenit subiect al ostalgiei, un anumit tip de nostalgie post-comunistă, revendicând anumite aspecte culturale și materaile ale fostei RDG.